# Мартін Неш
Мартін Неш (англ. Martin Nash; нар. 27 грудня 1975, Реджайна) — канадський футболіст, що грав на позиції півзахисника. По завершенні ігрової кар'єри — тренер. Виступав за низку канадських і закордонних клубів, а також національну збірну Канади. У складі збірної — володар Золотого кубка КОНКАКАФ.

## Клубна кар'єра
У професійному футболі Мартін Неш дебютував 1995 року виступами за команду «Ванкувер Вайткепс», в якій грав до 1996 року, взявши участь у 41 матчі чемпіонату. У 1996 році Неш перейшов до англійського клубу «Стокпорт Каунті», в якому грав до 1998 року. У 1999 році футболіст спочатку удруге за кар'єру грав у клубі «Ванкувер Вайткепс», а пізніше в цьому ж році перейшов до англійського клубу «Честер Сіті», в якому грав до 2000 року.
З 2001 до 2002 року канадський футболіст грав у складі американського клубу «Рочестер Рінос», після чого в 2002 році перейшов до англійського клубу «Маклсфілд Таун». У 2003 році Неш грав у складі клубу «Монреаль Імпакт».
У 2004 році Мартін Неш повернувся до клубу «Ванкувер Вайткепс», у складі якого грав до 2010 року, після чого завершив виступи на футбольних полях.

## Виступи за збірну
У 1997 році Мартін Неш дебютував у складі національної збірної Канади. У складі збірної був учасником розіграшу Золотого кубка КОНКАКАФ 2000 року, здобувши того року титул континентального чемпіона, розіграшу Золотого кубка КОНКАКАФ 2003 року та розіграшу Золотого кубка КОНКАКАФ 2007 року. Загалом протягом кар'єри в національній команді, в якій грав до 2008 року, провів у її формі 38 матчів, забивши 2 голи.

## Кар'єра тренера
Невдовзі по завершенні кар'єри гравця Мартін Неш розпочав тренерську кар'єру, і в 2013 році увійшов до тренерського штабу клубу «Оттава Ф'юрі», в якому працював до 2016 року. У 2017 році Неш входив до тренерського штабу національної збірної Канади. У 2018 році колишній футболіст став асистентом головного тренера клубу «Калгарі Футгіллс», а в 2019—2021 роках входив до тренерського штабу клубу «Кавалрі». З 2021 до 2024 року Мартін Неш очолював канадський клуб «Йорк Юнайтед».

## Титули і досягнення
- Володар Золотого кубка КОНКАКАФ (1):

Канада: 2000